# 9mm Browning Long

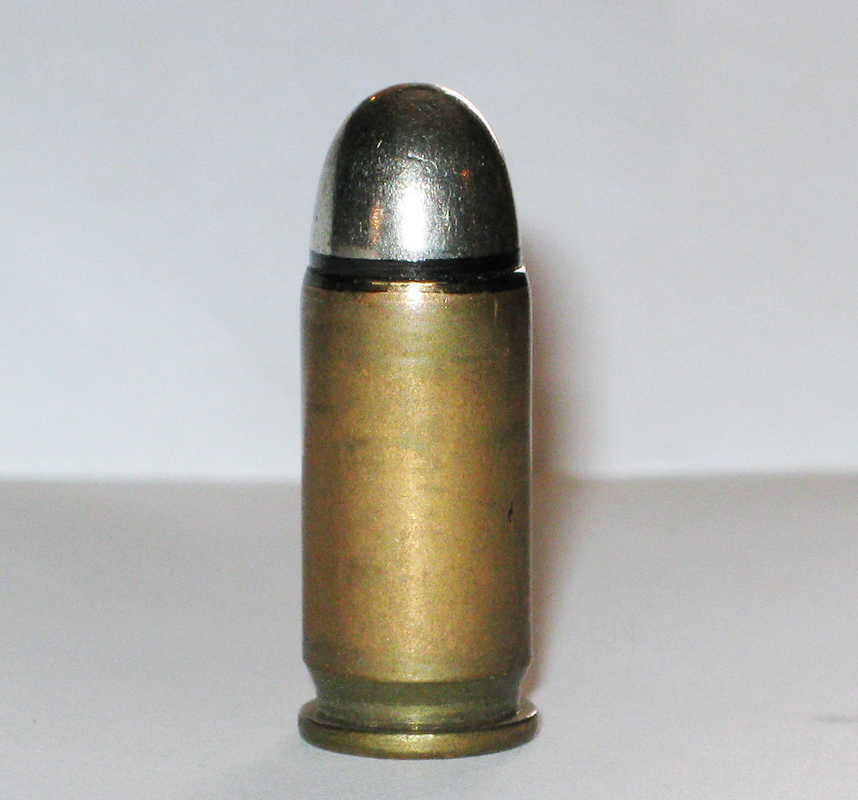
Cartucho 9mm Browning Long

O 9 mm Browning Long é um cartucho de pistola desenvolvido em 1903 para o Modelo FN 1903, adotado para uso militar pela Bélgica, França, Holanda e Suécia.

## Descrição
O cartucho 9 mm Browning Long é semelhante ao Parabellum de 9 × 19 mm, mas tem um invólucro ligeiramente mais longo. O cartucho foi desenvolvido pela FN para ser usado no Modelo 1903, uma versão ampliada do Colt 1903. Usar um cartucho mais poderoso, como o Parabellum de 9 × 19 mm, exigiria um design de culatra diferente portanto o cartucho 9 mm Browning Long fora desenvolvido. A munição foi produzida pela Bélgica, França, Inglaterra, Suécia e pelos Estados Unidos . Houve alguma produção na Alemanha durante a Primeira Guerra Mundial para o Império Otomano, e o cartucho também foi usado militarmente na África do Sul .
O cartucho atualmente é considerado obsoleto e é difícil encontrar para ser recarregado. A Prvi Partizan, na Sérvia, fabricou munições  9 mm Browning Long até os anos 2000.
Existem dados de recarga disponíveis em alguns sites e em alguns manuais de recarga manual, por exemplo, o Ladeboken norueguês.